# Азизов, Азиз Мустафа оглы
Азиз Мустафа оглы Азизов (азерб. Əziz Mustafa oğlu Əzizov; род. 5 февраля 1938, Баку, Азербайджанская ССР) — доктор технических наук, профессор, академик Российской академии естественных наук (АСУ технологических процессов нефтегазовой промышленности; 1997 год). Член Редакционного совета энциклопедии «Российская академия естественных наук»

## Биография
Азизов, Азиз Мустафа оглы родился 5 февраля 1938 г. в городе Баку. В 1965 году окончил факультет «Точной механики» Ленинградского института точной механики и оптики (1965). С 1980 года заведовал кафедрой прикладной математики С.-Петербургского технологического института.
Специалист в области метрологии, информационно-измерительных систем и динамики объектов с распределёнными параметрами.

## Достижения
Профессор. Академик РАЕН (АСУ технологических процессов нефтегазовой промышленности; 21.II.1997).
Заведующий кафедрой прикладной математики С.-Петербургского технологического института (1980).
Специалист в области метрологии, информационно-измерительных систем и динамики объектов с распределёнными параметрами.
Разработал теорию параметрических явлений в области информационно-измерительных систем, а также в тепло- и массообменных и аналогичных им процессах; представил первую классификацию параметрических явлений. Изученные параметрические эффекты способствовали появлению новых представлений о таких фундаментальных понятиях, как точность и достоверность измерений в экспериментальных исследованиях.
Предложил и развил метод, названный статистическим методом уравнений моментов, который позволил получить ряд глубоких теоретических результатов в области параметрических явлений, имеющих важное значение для инженерных приложений. Этот метод использован автором при получении наиболее точных к настоящему времени прикладных результатов при решении классической проблемы «эффективного параметра» (первые результаты для этой проблемы были получены Л. Д. Ландау).
Сформировал и алгоритмически реализовал неклассический принцип инвариантности, позволяющий исключать влияние параметрических явлений, увеличивая тем самым точность информационно-измерительных систем.